# Подводный робот
Подво́дный ро́бот — робот, применяемый в подводной среде.
К подводным роботам относятся:
- телеуправляемые необитаемые подводные аппараты (ТНПА);
- автономные необитаемые подводные аппараты (АНПА);
- глайдеры (подводные планёры);
- дрейфующие буи-измерители;
- буксируемые и донные комплексы.

Согласно современному определению робот должен обладать определённой подвижностью и степенью (уровнем) автономности. Из эксплуатируемых сейчас изделий, наиболее автономными, то есть способными выполнять задачи по назначению на основе текущего состояния и восприятия внешней среды без вмешательства человека, являются дрейфующие буи-измерители. ТНПА наименее автономны и управляются операторами в реальном времени посредством телеуправления. АНПА передвигаются под своим собственным управлением, в соответствии с программой-заданием, подготовленной заранее, но с постоянным контролем операторами позиции, параметров движения и режима работы полезной нагрузки. Оператор может вмешаться в ход исполнения программы-задания, давать команды по беспроводному каналу связи, чаще всего, гидроакустическому.
В зависимости от задания, назначения и состава полезной нагрузки подводный робот может вести фото-, видео- или эхолокаторную съёмку или проводить манипуляции: обследование подводных трубопроводов, уничтожение морских мин, строительство и техническое обслуживание подводного оборудования, например, в морской нефтегазодобыче.

## Классификация
Подводными роботами часто называют необитаемые подводные аппараты, которые имеют уже сложившуюся классификацию, как в российском техническом регулировании, в некоторых других государствах, например, Норвегии, так и в международной практике.
До 2020 года стандартов, касающихся подводных роботов не было введено. В структуре технического комитета по стандартизации «Робототехника» существует Подкомитет «Морские робототехнические комплексы», который возглавляет ЦКБ МТ «Рубин». C 01.03.2021 года введён стандарт ГОСТ Р 60.7.0.1-2020 «Роботы и робототехнические устройства. Робототехнические комплексы морского назначения. Классификация», в котором морским роботом называется «Робот, разработанный для работы в морской среде, обладающий способностью воспринимать окружающую среду, обрабатывать информацию и взаимодействовать с ней, выполняя поставленное задание по назначению». Этот стандарт не распространяется на классификацию морских робототехнических средств (МРТС). К МРТС относятся: безэкипажное судно (корабль), необитаемый подводный аппарат, морской беспилотный летательный аппарат.
Морские робототехнические комплексы по виду продукции в процессе стандартизации соотносили с ОКПД2 28.99.39.190 — Оборудование специального назначения прочее, не включённое в другие группировки.

## Ведущие организации
На протяжении нескольких десятилетий подводными роботами занимаются в Вашингтонском, Саутгемптонском, Бергенском университететах, Университете Хериота-Уатта, Массачусетском технологическом институте и многих других. В России определённых успехов по теме добились: ФГБУ «ИПМТ ДВО РАН», Институт океанологии имени П. П. Ширшова РАН, МГТУ им. Баумана, ЦКБ МТ «Рубин», ДВФУ, САФУ и другие.

## Подводная робототехника и образование
С начала 2010-х годов робототехника приобрела широкую популярность в качестве образовательной технологии, позволяющей обучать школьников и студентов по различным техническим направлениям (программирование, схемотехника, конструирование) и дисциплинам (в случае с подводной робототехникой — гидроакустика, приборы, навигация, обработка сигналов, компьютерное зрение, манипуляторы и др.).
Технологические конкурсы по подводной робототехнике организуются как с целью поиска новых технических решений, например, Shell Ocean Discovery XPRIZE или AUV Fest, где могут участвовать и студенты, так и с преимущественно образовательными целями для студентов и школьников.
Применение подводной робототехники в образовании стало возможным как за счёт целенаправленного развития тематических программ (SeaPerch) и проектов (OpenROV, MUR), так и благодаря развитию компонентной базы, появлению новых производителей и удешевлению традиционно дорогих комплектующих для подводных роботов (движители, камеры, датчики, разъёмы, кабель-тросы и др.).

## Примечание
1. ↑  ГОСТР60.0.0.4-2019/ИСО8373:2012 п. 2.6. Дата обращения: 4 ноября 2019. Архивировано 4 ноября 2019 года.
2. ↑  ГОСТ Р 60.0.0.4-2019/ИСО 8373:2012 п. 2.2. Дата обращения: 4 ноября 2019. Архивировано 4 ноября 2019 года.
3. ↑  ГОСТ Р 56960-2016 Аппараты необитаемые подводные. Классификация. Дата обращения: 4 ноября 2019. Архивировано 4 ноября 2019 года.
4. ↑  NORSOK standard U-102. Дата обращения: 6 ноября 2019. Архивировано 13 июля 2018 года.
5. ↑  IMCA R 004. Дата обращения: 6 ноября 2019. Архивировано 6 ноября 2019 года.
6. ↑  Северодвинские студенты завоевали Кубок России по подводной робототехнике. pravdasevera.ru. Дата обращения: 22 апреля 2023. Архивировано 26 апреля 2023 года.
7. ↑  РАЗВИТИЕ ОБРАЗОВАТЕЛЬНОЙ РОБОТОТЕХНИКИ: ПРОБЛЕМЫ И ПЕРСПЕКТИВЫ — «Образование и наука», 2022. Дата обращения: 15 октября 2022. Архивировано 15 октября 2022 года.